# Босенко Олексій Валерійович
Олексій Валерійович Босенко (*24 березня 1958, Київ, УРСР — †6 березня 2021, Київ) — український вчений-філософ, культуролог, поет, теоретик мистецтва та культури, викладач, кандидат філософських наук, завідувач відділу естетики та культурології Інституту проблем сучасного мистецтва Національної академії мистецтв України., автор понад семидесяти публікацій у вітчизняних та зарубіжних виданнях, продовжувач традиції напрямку трансцендентальної естетики.

## Життєпис

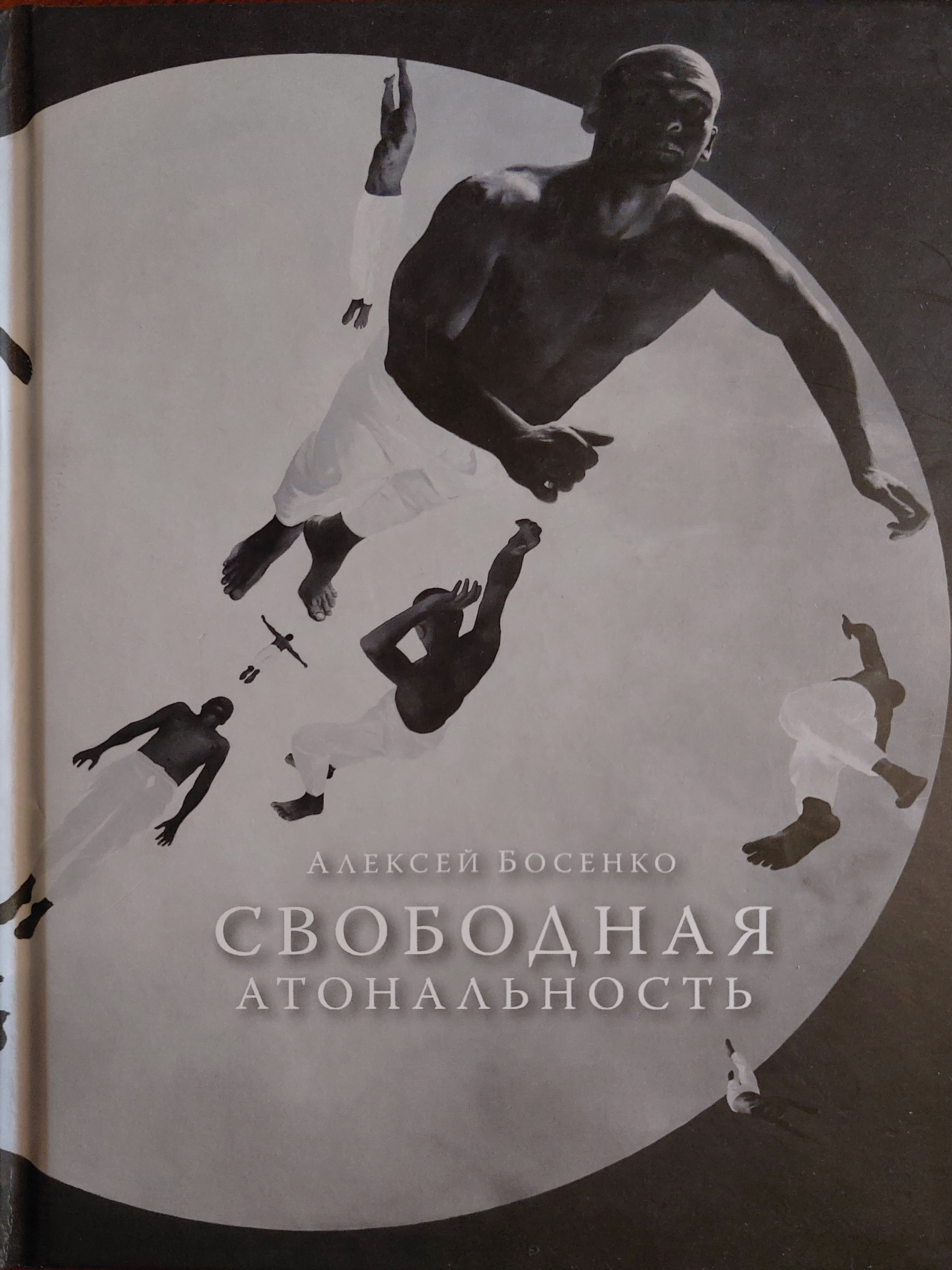
Обкладинка книги О. Босенка «Вільна атональність ». 2020

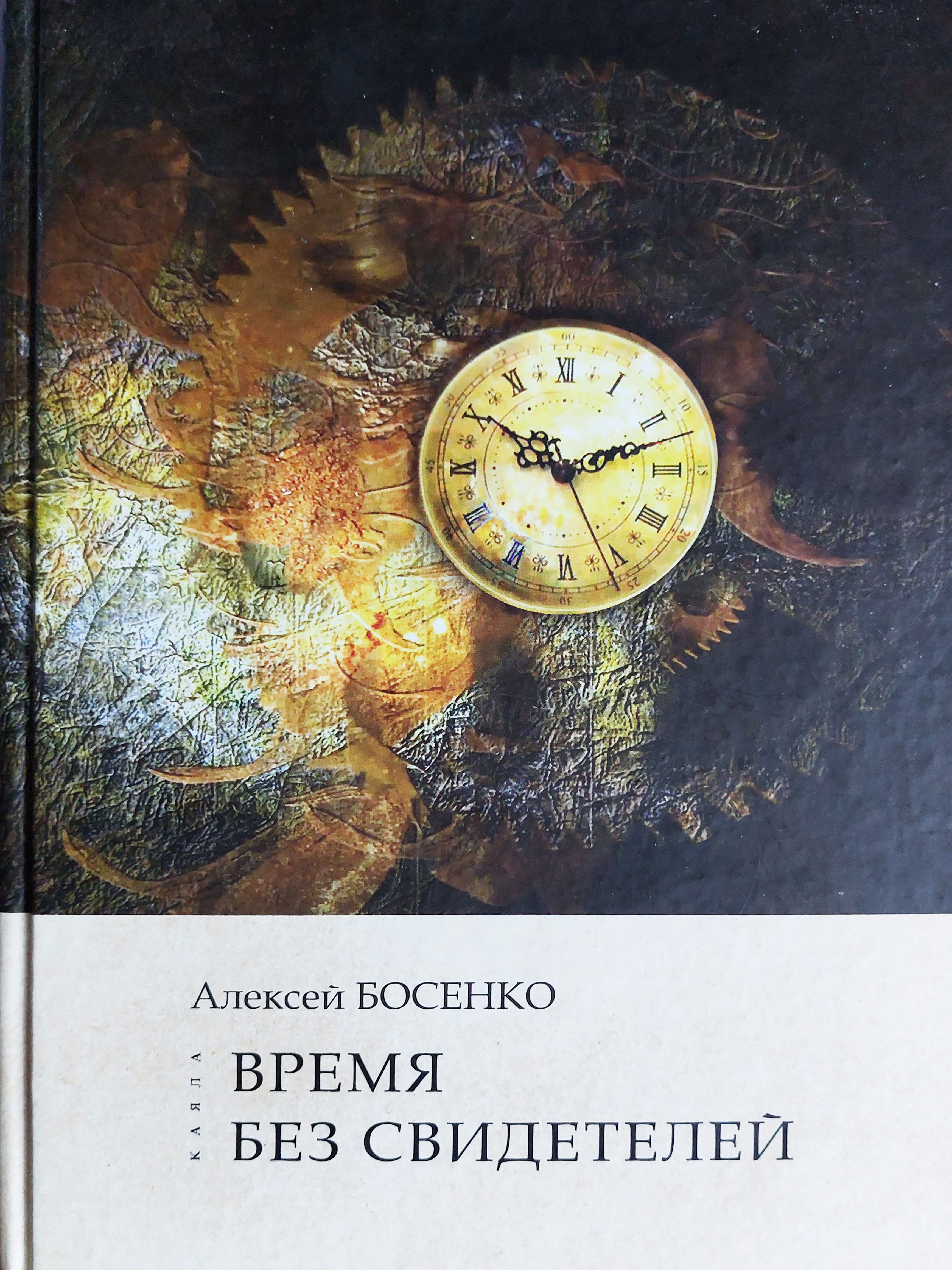
Обкладинка книги О. Босенка «Час без свідків». 2016

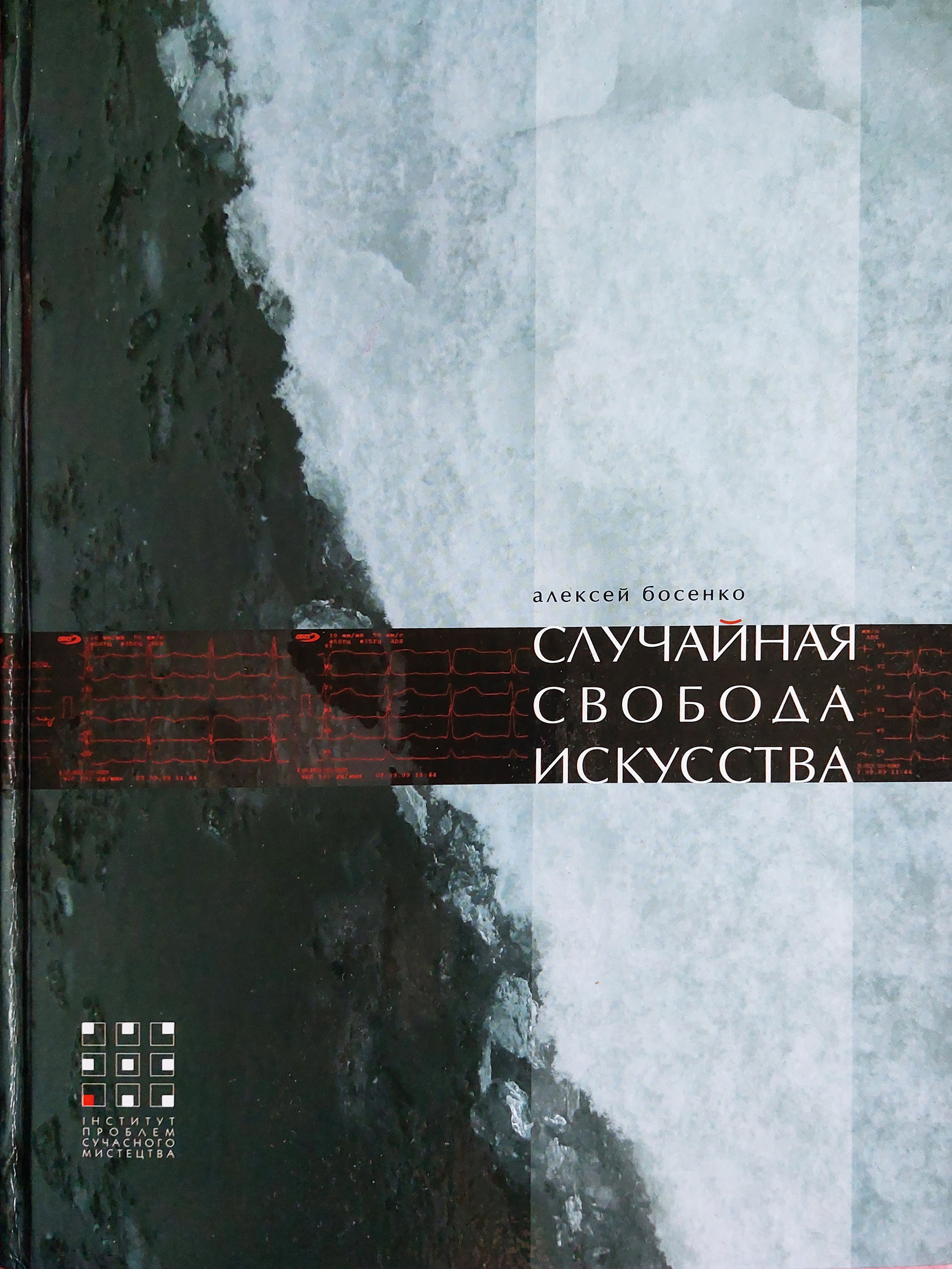
Обкладинка книги О. Босенка «Випадкова свобода мистецтва». 2009

Олексій Валерійович Босенко народився 24 березня 1958, в Києві  в сім'ї викладачів філософського факультету Київського державного університету ім. Тараса Григоровича Шевченка - Валерія Олексійовича Босенка та Леоніди Сергіївни Горбатової.  Філософією захопився у шкільні роки, відвідував гурток  під керівництвом А. С. Канарського, якому через багато років присвятив книгу «Про інше», де розвивав закладені ним ідеї..
У 1980 закінчив філософський факультет КНУ  (1975-1980), був активним учасником наукового студентського товариства.  По закінченні працював  стажером відділу діалектичного матеріалізму Інституту філософії Академії наук УРСР. З 1982  працював у бюро методичних семінарів АН УРСР. У 1985-1988 — аспірант кафедри філософії Київського інженерно-будівельного інституту. Кандидатську дисертацію на тему: «Історико-культурні підстави категорії становлення» захистив  на філософському факультеті Ростовського державного університету. У 1989 О. Босенко отримав науковий ступінь кандидата філософських наук.
1992-1995 — докторант, з 1995 р. доцент кафедри філософії КІБІ. 
Викладав філософію у Київській державній консерваторії, читав спецкурс на філософському факультеті КНУ, курс естетики  у Міжнародному Соломоновому університеті.
З 2005- почав працювати у ІПСМ НАМ України, спочатку  провідним науковим співробітником лабораторії проблем естетики та культурології,  а з 2010 —  завідувачем відділу естетики і культурології, був  членом вченої та спеціалізованої вченої рад Інституту. Підтримував дружні стосунки з колегами, співпрацював з діючими художниками, архітекторами, скульпторами, мистецтвознавцями, музикознавцями. В ІПСМ НАМ України працював до кінця життя. Саме тут було видано його основні праці.
О.В.Босенко — автор понад семидесяти публікацій у вітчизняних та зарубіжних виданнях
Помер 6 березня 2021 від ішемічної хвороби серця. Похований на Байковому кладовищі у Києві.

### Сім’я
Дружина —  Любов Никифорівна Овдієнко, філософ.
Діти: Юлія Олексіївна (1981 р. н.) та Олексій Олексійович Босенко (1992 р. н.).

## Оцінка творчості
Книги О.В.Босенка, як зазначив  академік  В.Д. Сидоренко, «…позначені загальноінтелектуальним та культурологічним знанням, що ставлять їх у ряд коцептуально-авторських розробок у галузі сучасної світової філософії»
.
Композиторка  Алла Загайкевич  присвятила своєму вчителю  концерт, виконаний 7 квітня 2021 року. Вона згадує:
«Нам, студентам консерваторії 1985-1986 років, фантастично пощастило. У нас був не просто викладач філософії, а філософ… Олексій Босенко займався трансцендентальною естетикою і коли він говорив про «становлення, як єдність буття і ніщо», «свободу», «час»… здавалося, він говорив про музику, про таку музику, яку нам хотілося б написати.» .
У післямові до останнього двотомника філософа,  редактор видання Іван Кулінський зазначив: «Автор книги, цієї Лоції Вільного Часу, пішов у найбільшу подорож 6 березня 2021 року, в день, коли побачив виданим перший її том. Пішов, посміхаючись, міркуючи про німецьку мову, про полон всіх мов — пішов точнісінько як у його епілозі… Тому передмова — наприкінці, і ніде більше в «Останньому часі» вона не може бути. Як не може бути завершеним життя Олексія Босенка, мого друга та вчителя. Вчителя, який не показував «іди туди, там світло», а йшов поруч.»

### Книги Олексія Валерійовича Босенка
- Реквієм по ненародженій красі. К: Самватас (ред.  А. Беліченко) 1992.  ISBN 5-8238-0075-4 ,(рос.)
- Про інше: Симуляція просторів культури (Краса як міра доцільності развитку загалом)” (К: ТОО “ВЕК+”, 1996.  ISBN 966-7140-02-8
- «Временами». Поетична збірка. К: Акме. 1999 , (рос.)
- Час пристрастей людських: Даремна книга. К: Видавничий дім А+С, 2005 ISBN 966-8613-10-4, (рос.)
- Випадкова свобода мистецтва. К.: Хімджест, 2009.  ISBN 978-966-8537-68-4  ,(рос.)
- Час без свідків. Деякі аспекти трансцендентальної естетики. К.:Каяла, СПб.: Алетейя, 2016. ISBN 978-617-7390-04-5 ISBN 978-5-906823-73-1, (рос.)
- Ходи. Шоста. Пасторальна. К: Фенікс, 2017. ISBN 978-966-1364-87-4, (рос.)
- Вільна атональність. К: Фенікс, 2020 ISBN 978-966-136-757-8, (рос.)
- Останній час. I том. Вільний час як повнота буття. К: Фенікс 2021. ISBN 978-966-136-786-8, (рос.)
- Останній час. II том. Вільний час як звершення всіх часів. К: Фенікс 2021, ISBN 978-966-136-824-7(рос.)

### Вибрані статті Олексія Валерійовича Босенка
- Почуття минулого // Сучасні проблеми дослідження, реставрації та збереження культурної спадщини / ІПСМ АМУ. — К. : Фенікс, 2007. — Вип. 4. — С. 7-31.,(рос.)

- Онтологія почуттів // Сучасні проблеми дослідження, реставрації та збереження культурної спадщини / ІПСМ АМУ. — К. : Фенікс, 2009. — Вип. 6. — С. 7-38,(рос.)

Іменем однієї ідеї  // Художня культура: Актуальні проблеми: Науковий вісник / ІПСМ АМУ. — К. Фенікс, 2007. — Вип. 4. — C.209–224, (рос.)
- Питання часу…(З причини виставки Володимира Буднікова)  // Сучасне мистецтво: Наук. зб. / ІПСМ НАМ України. — К. :Акта, 2008. — Вип. 5. — С. 250 –269,(рос.)

- // Винищення простору (Страсті по часу)  // Сучасне мистецтво: Наук. зб. / ІПСМ НАМ України. — К. :Акта, 2006. — Вип. 3. — С. 13 –17, (рос.)

Философія як зрада поэзії // Сучасне мистецтво: Наук. зб. / ІПСМ НАМ України. — К. :Акта, 2006. — Вип. 3. — С. 178 –189,(рос.)
- Сутність категорії становлення // Проблеми философії – 1981 – Вип.– 53 – С.47-51, (рос.)

- Філософія Спінози в її зв'язку із загальним развитком культури ( Спіноза і сучасність) // Проблеми філософії – 1984 – Вип.– 63 – С.107– 114, (рос.)

- Феноменологія часу: Досвід філософської алітерації// Філософська і соціологична думка — 1992. — №4. — С. 61– 77, (рос.)

- Зупинення часу як спосіб його по-долання // Філософська і соціологична думка — 1992. — №11, — С. 12– 29, (рос.)

- Каменю на камені  // А+ С — 2007. — № 2. — С. 130–132, (рос.)

- Постукаємо по дереву // А+ С — 2007. — № 3. — С. 142–144, (рос.)

- Вікно-метафора // А. С. С. — 2003. — № 4. — С.114–115, (рос.)